# Eljachin
Eljachin (hebräisch אֶלְיָכִין) ist ein Lokalverband im Zentralbezirk von Israel direkt südlich von Chadera mit 3486 Einwohnern (2018) auf einer Fläche von 1,66 km².

## Geschichte
Eljachin wurde 1950 gegründet, ursprünglich von Juden aus dem Jemen, später auch aus dem Iran und der kurdischen Region. Der Name heißt übersetzt „Gott wird vorbereiten“. Die Gründer wollten damit ihrem Glauben Ausdruck verleihen, dass Gott alles für die Errichtung des Ortes vorbereitet hatte. 1977 wurde Eljachin zum Lokalverband ernannt.

## Bevölkerungsentwicklung
| Jahr      | 2008  | 2012  |
| Einwohner | 2.900 | 3.231 |

## Galerie

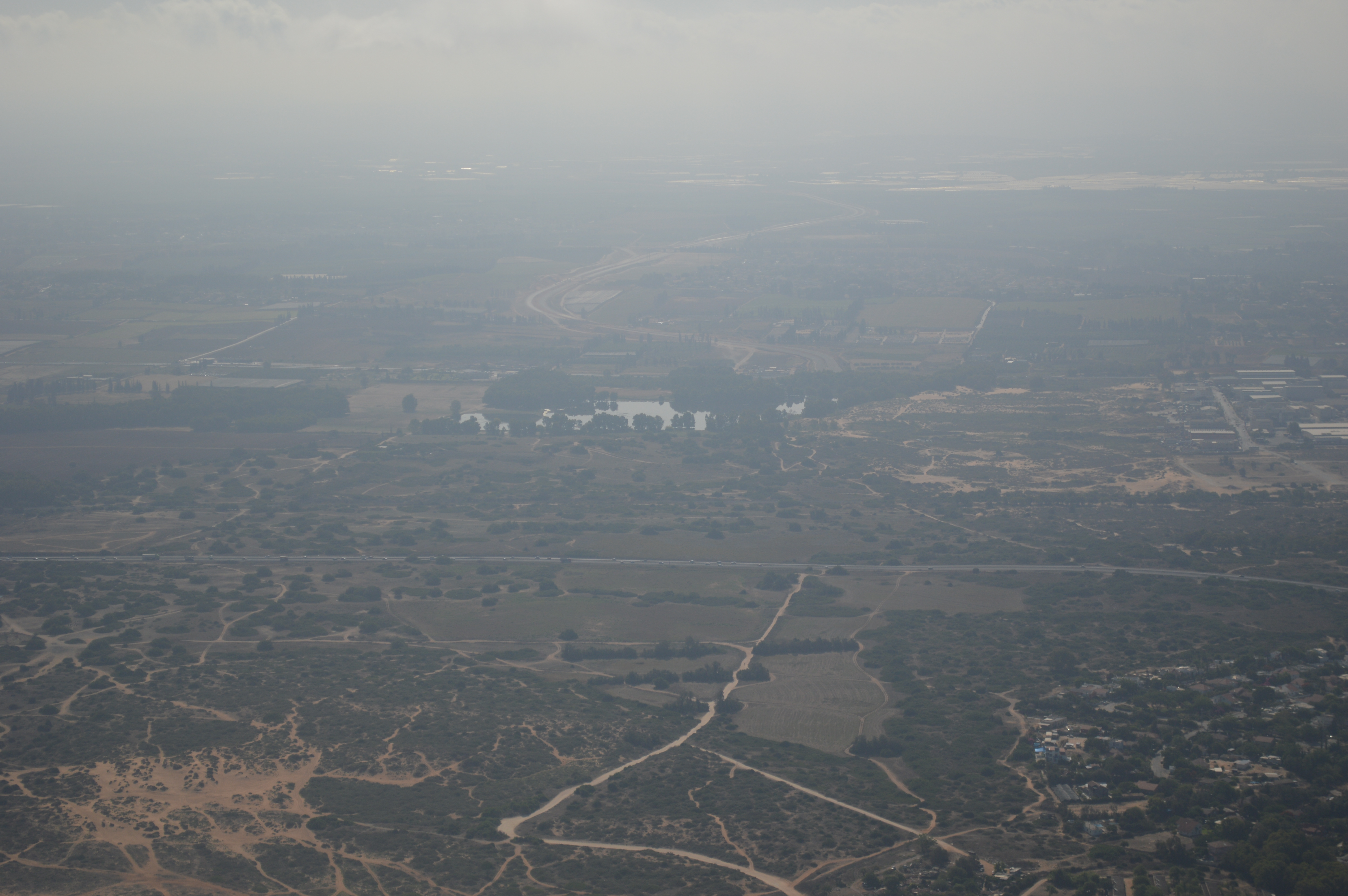
Eljachin aus der Luft